# سید اسماعیل صدر

https://shorakh.com/pim/personel/416

https://shorakh.com/pim/personel/416

سید اسماعیل صدر (زادهٔ ۱۲۲۱ شمسی و ۱۲۵۸ (قمری) ـ اصفهان و درگذشتهٔ ۱۲۹۹ شمسی و ۱۳۳۸ (قمری) ـ کاظمین) فقیه و روحانی شیعه ایرانی است. او پدر سید حیدر صدر و سید صدرالدین صدر است.

## ولادت و تحصیل
سید اسماعیل صدر در سال ۱۲۵۸ (قمری) در اصفهان به دنیا آمد. پدرش صدرالدین موسوی عاملی از علمای معروف اصفهان و مادرش دختر جعفر کاشف‌الغطا بود. وی از همان کودکی شروع به تحصیل کرد و صرف، نحو، بیان، منطق و مقداری از فقه و اصول فقه را از برادرش آموخت. پس از درگذشت او، در درس محمد باقر نجفی فرزند محمدتقی رازی (نویسنده کتاب هدایةالمسترشدین) شرکت کرد. در سال ۱۲۸۱ (قمری) به نجف مهاجرت کرد و در درس راضی بن شیخ محمد، شیخ مهدی آل کاشف الغطاء و میرزا محمدحسن شیرازی حاضر شد. وی چندی بعد به سامرا رفت و در کلاس درس میرزا محمدحسن شیرازی شرکت کرد.
دو سال بعد به سبب موقعیت علمی مناسبی که در کربلا فراهم آمده بود، به حوزه علمیه کربلا رفت و به تدریس مشغول شد.
پس از درگذشت میرزای شیرازی در سال ۱۳۱۲ (قمری)، مرجعیت و زعامت دینی به سید اسماعیل انتقال یافت.

## اجازات ( نقل روایت، حدیت و امور حسبیه)
عده‌ای از عالمان دینی از وی اجازه نقل حدیث داشتند که عبارتند از:
- سید محمود مرعشی[۴]
- محمدباقر بیرجندی[۵]
- محمدعلی شاه‌آبادی
- میرزا ابوطالب موسوی شیرازی
- ملا محمد حسن هردنگی
- احمد شاهرودی
- محمدحسین بن محمد خلیل امامی شیرازی[۶]

## درگذشت
وی در سن ۸۰ یا ۸۱ سالگی در روز سه‌شنبه ۱۲ جمادی‌الاولی سال ۱۳۳۸ در شهر کاظمین چشم از دنیا فروبست.
تاریخ دقیق وفاتش مشخص نیست. بنا بر نقل کتاب ریحانة الادب، تاریخ وفات وی سال ۱۳۳۷ است و بنا بر نقل اعیان الشیعة، تاریخ وفاتش سال ۱۳۳۹ می‌باشد.

## استادان
- سید محمدعلی، معروف به آقا مجتهد[۸]
- محمدباقر اصفهانی[۹]
- راضی بن محمد[۱۰]
- مهدی آل کاشف الغطاء[۱۱]
- میرزا محمدحسن شیرازی
- شیخ محمد باقر نجفی

## شاگردان
- میرزا مهدی اصفهانی[۱۲]
- عبدالحسین کرخی معروف به «کاظمی» و «آل یاسین»
- میرزا محمدحسین نائینی
- میرزا موسی فقیه سبزواری[۱۳]
- سید ابوالقاسم دهکردی
- محمدهادی بیرجندی[۱۴]
- موسی بن محمدجعفر کرمانشاهی
- محمدحسین طبسی
- غلام‌حسین مرندی حائری
- میرزا علی نجل
- سید علی سیستانی[۱۵]
- سید حسین بن سید ابراهیم فشارکی اصفهانی
- سید محمدرضا پشت مشهدی کاشانی
- محمدعلی ابن شیخ عباس هروی (هراتی) خراسانی[۱۶]

## تالیفات
از او آثار بسیاری به یادگار نمانده‌است. تنها رساله علمیه وی که حاشیه‌ای بر کتاب «انیس التجار» ملامهدی نراقی است و در زمینه احکام بازرگانی نگارش یافته، به چاپ رسیده‌است.